# مكتبة بلدية سلفيت العامة
مكتبة بلدية سلفيت العامة مكتبة فلسطينية عامة، تُعد مركزاً ثقافياً هاماً في مدينة سلفيت، أُعلن عن تأسيسها رسميا عام 1998 م. أنشئت في مبنى بلدية سلفيت. تحتوي المكتبة على ما يقارب العشرين ألف كتاب من الموسوعات والكتب المهمة والقيمة، وفيها مكتبة خاصة بالطفل، وأيضاً زاوية أمريكية.
تقدم المكتبة خدماتها العلمية والثقافية لمختلف الفئات العمرية من توفير خدمة الانترنت، واستعارة الكتب والمؤلفات العلمية، والطباعة والتصوير، إضافة إلى عقد دورات متنوعة، وتوفير المكان لإقامة الندوات، والاجتماعات، والمحاضرات، وورش العمل، والدورات، والمعارض، والأنشطة الاجتماعية، والتعاونية، والسياسية، والفنية.